# IJsland op de Olympische Winterspelen 1994
Tijdens de Olympische Winterspelen van 1994, die in Lillehammer (Noorwegen) werden gehouden, nam IJsland voor de twaalfde keer deel.

## Deelnemers en resultaten
(m) = mannen, (v) = vrouwen 

### Alpineskiën
| Olympiër            | Discipline       | Resultaat | Prestatie                        |
| ------------------- | ---------------- | --------- | -------------------------------- |
| Haukur Arnórsson    | slalom (m)       | dnf-1     | opgave run 1                     |
| Kristinn Björnsson  | reuzenslalom (m) | 30e       | 3.01,16 (+8,70) 1.33,88+1.27,28  |
| Kristinn Björnsson  | slalom (m)       | dnf-1     | opgave run 1                     |
|                     |                  |           |                                  |
| Ásta Halldórsdóttir | super g (v)      | dnf       | opgave                           |
| Ásta Halldórsdóttir | reuzenslalom (v) | 23e       | 2.44,20 (+13,23) 1.28,02+1.16,18 |
| Ásta Halldórsdóttir | slalom (v)       | 20e       | 2.01,55 (+5,54) 1.01,86+59,69    |

### Langlaufen
| Olympiër              | Discipline                    | Resultaat | Prestatie                              |
| --------------------- | ----------------------------- | --------- | -------------------------------------- |
| Rögnvaldur Ingþórsson | 10 km klassiek (m)            | 78e       | 28.51,2 (+4.31,1)                      |
| Rögnvaldur Ingþórsson | 30 km vrije stijl (m)         | 67e       | 1:27.45,8 (+15.19,4)                   |
| Rögnvaldur Ingþórsson | 50 km klassiek (m)            | 60e       | 2:32.52,9 (+25.32,6)                   |
| Rögnvaldur Ingþórsson | achtervolging 10 km+15 km (m) | 69e       | +11.07,4 (10 km:28.51 + 15 km:42.25,2) |
| Daníel Jakobsson      | 10 km klassiek (m)            | 50e       | 27.09,7 (+2.49,6)                      |
| Daníel Jakobsson      | 30 km vrije stijl (m)         | 38e       | 1:20.43,5 (+8.17,1)                    |
| Daníel Jakobsson      | 50 km klassiek (m)            | 55e       | 2:24.57,0 (+17.36,7)                   |
| Daníel Jakobsson      | achtervolging 10 km+15 km (m) | 49e       | +7.08,2 (10 km:27.09 + 15 km:40.08,0)  |

Amerikaanse Maagdeneilanden · Amerikaans-Samoa · Andorra · Argentinië · Armenië · Australië · België · Bermuda · Bosnië en Herzegovina · Brazilië · Bulgarije · Canada · Chili · China · Chinees Taipei · Cyprus · Denemarken · Duitsland · Estland · Fiji · Finland · Frankrijk · Georgië · Griekenland · Groot-Brittannië · Hongarije · IJsland · Israël · Italië · Jamaica · Japan · Kazachstan · Kirgizië · Kroatië · Letland · Liechtenstein · Litouwen · Luxemburg · Mexico · Moldavië · Monaco · Mongolië · Nederland · Nieuw-Zeeland · Noorwegen · Oekraïne · Oezbekistan · Oostenrijk · Polen · Portugal · Puerto Rico · Roemenië · Rusland · San Marino · Senegal · Slovenië · Slowakije · Spanje · Trinidad en Tobago · Tsjechië · Turkije · Verenigde Staten · Wit-Rusland · Zuid-Afrika · Zuid-Korea · Zweden · Zwitserland